# Saarde
Saarde (em estoniano:  Saarde vald) é um município rural estoniano localizado na região de Pärnumaa.